# Shio
Shio var en färgämnesfri läskedryck från Pripps som fanns i smakerna päron, persika, svartvinbär och jordgubbe/citron, som sades innehålla 30% mindre socker än vanlig läsk. Drycken slutade tillverkas april 2005.